# Глинськ (Рівненський район)

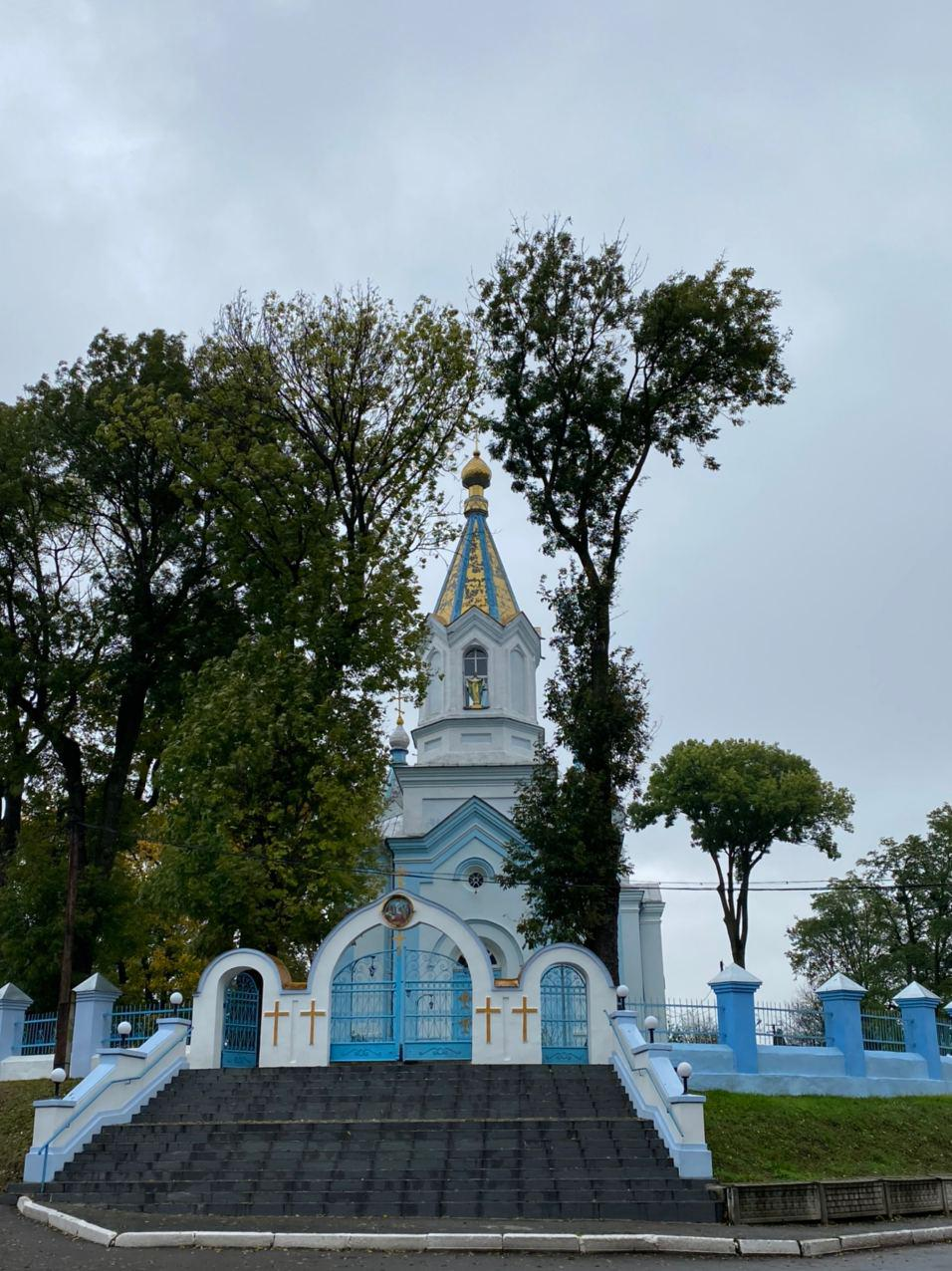
Свято-Успенський храм у селі Глинськ

Глинськ (чеськ. Hlinsk, пол. Glińsk) — село в Україні, у Здолбунівській міській громаді Рівненського району Рівненської області. Населення — близько 2000 осіб. Знаходиться на залізничній гілці Здолбунів — Красне за 30 кілометрів від обласного центру (залізницею). Основні сільськогосподарські культури — зернові, буряки. Тваринництво, рибоводство.

Глинська сільська рада, 2008 рік

Найдавніша з відомих писемних згадок — 1497 рік. Місцевість мальовнича, виразно гориста через глибокі долини між горбами. Тому село має другу назву — Глинськ-Загура.
До Другої світової війни половину населення села складали чехи, що прибули сюди у 1868 році. В 1947 році переважна більшість чеських родин реемігрувала в Чехословаччину.
Основні релігії — православ'я і баптизм.

Вигляд на село з кладовища, травень 2008 року

Православний храм величної архітектури побудований в останній третині 19-го століття для навернення чехів в православ'я. Зараз він розділений між Московським та Київським патріархатом.
У 2009 році видано історико-краєзнавчий нарис * «Історична розвідка давнього, пізнішого і недалекого минулого села Глинськ» [Архівовано 10 серпня 2020 у Wayback Machine.] автора Леоніда Мазурця. Наклад 450 примірників.

## Історія

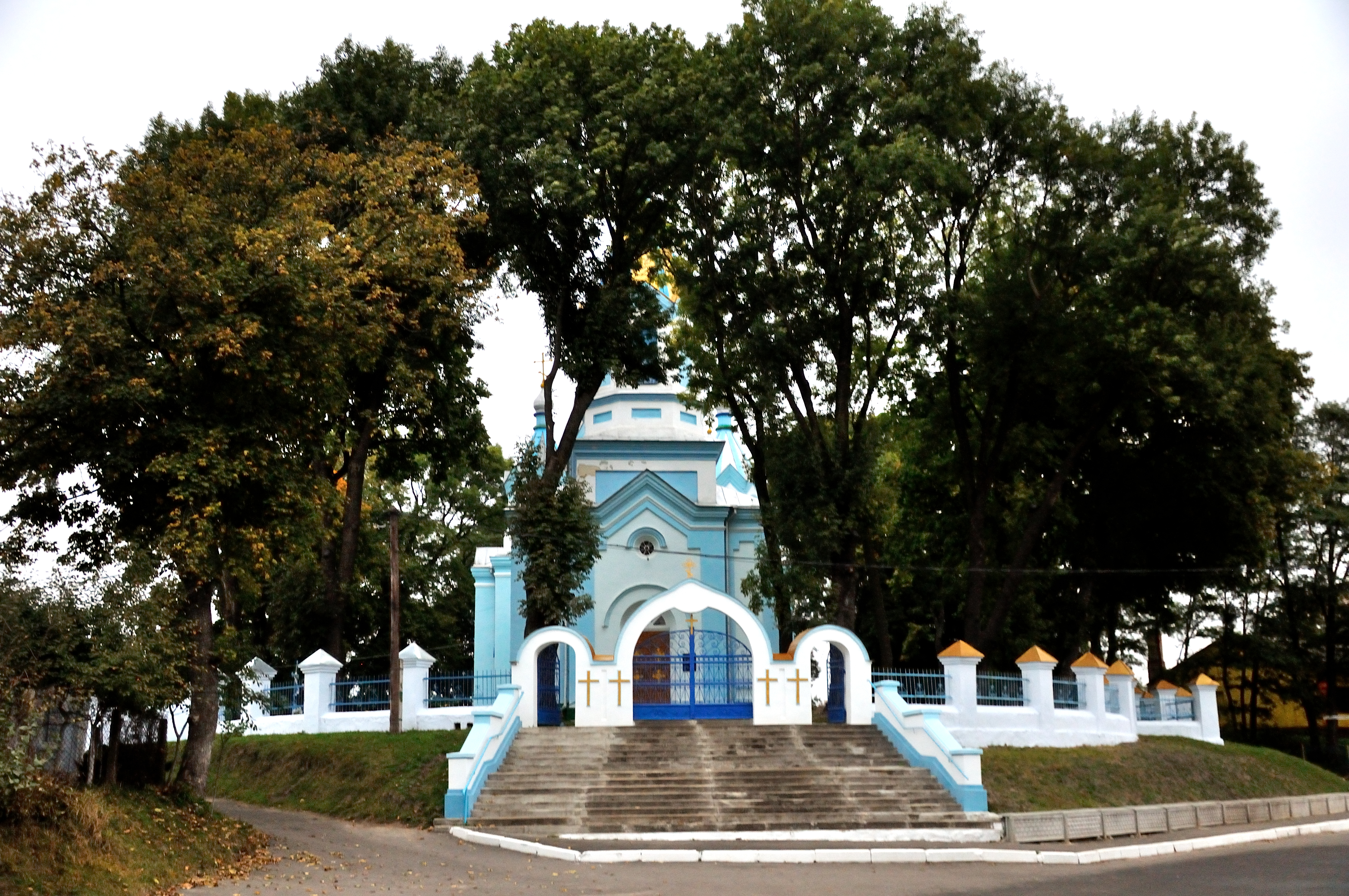
Успенська церква (мур)

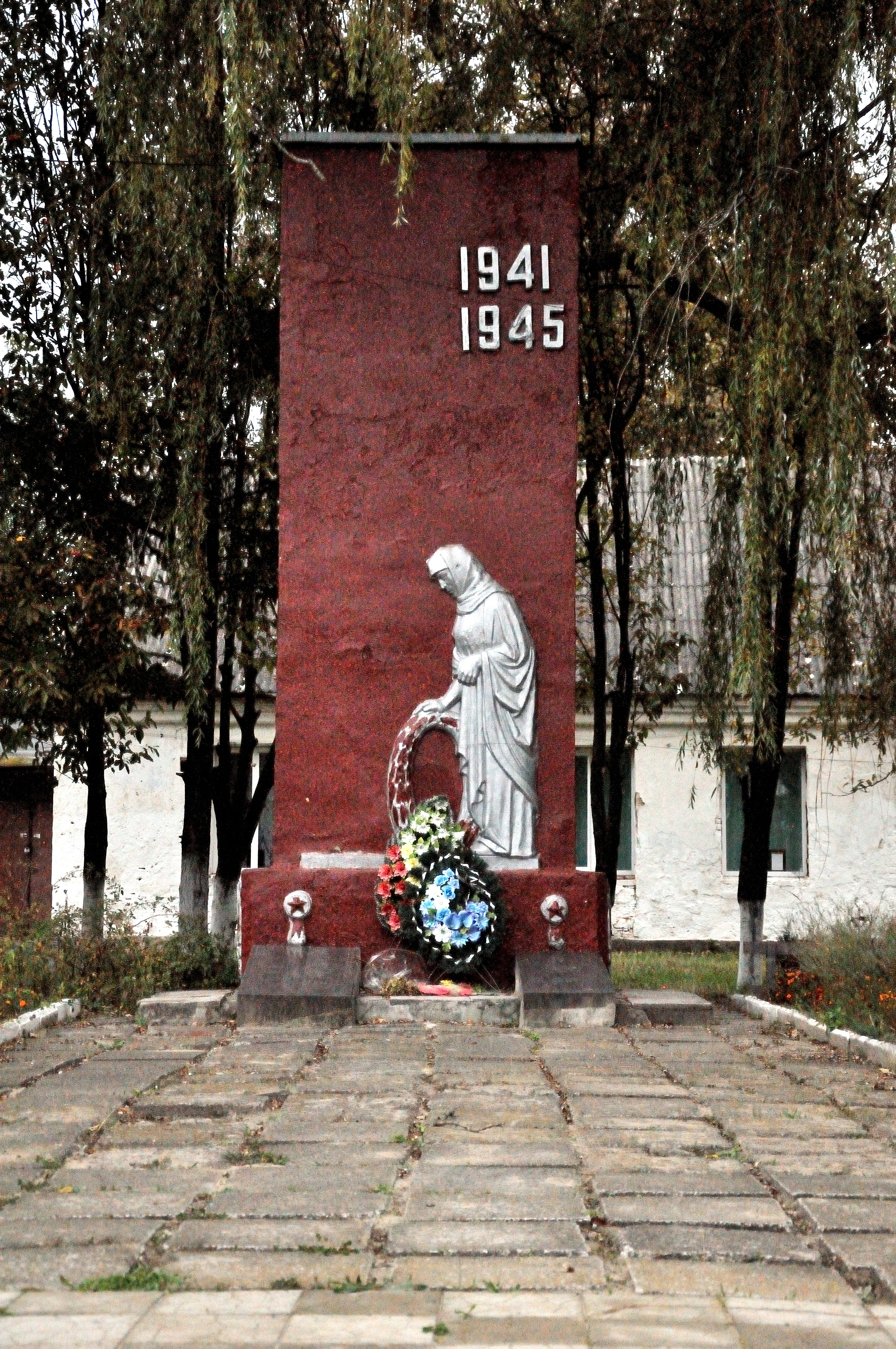
Пам'ятник воїнам-односельчанам

Відомо, що в 1497 році король і великий князь Олександр І Ягеллончик дарував маєтки Здолбица і Глинско для великого гетьмана литовського Костянтина Івановича князя Острозького. Цей документ згадується в сумаріуші князів Острозьких за 1594 рік.
Глинськ — велике село, окутане з півночі та заходу пологими висотами, до яких уже каскадом здіймаються нові забудови. А майже в центрі біля млина розлігся просторий став, за яким на схід простяглося широке пасмо заболоченої низини, де Швидівка формує мереживо невеликих ставкових водойм, опертих справа об смугу надбережної вільшини.
При центральному шосе стоїть збудована у 1775 році церква — Успіння Пресвятої Богородиці, де зберігалися цінні стародруки, рукописи, копії метричних книг з 1603 року. Привертає увагу при церкві червона надгробна плита з викарбуваним написом: «Преставися [упокоїлась] раба Божія Марія Покотиловна й положена бьість [була] во Храм… в лето… 1606». Дещо на віддалі по другому боці дороги видніє новозбудований Дім молитви.
Зараз у Глинську є 680 дворів, 1666 мешканців, середня школа, будинок культури, дитсадок, амбулаторія, пошта, 3 крамниці, бібліотека, сільська Рада, осередок КСП «Дружба», полустанок та інші громадські об'єкти.
Околиця Глинська була заселена вже в епоху міді й бронзи, про що свідчать принагідні знахідки речей тодішнього промислу, побуту, старовинні могильники, сліди ливарної, гончарної і крем'яної «індустрії». Численними є реліквії середньовіччя.
Уперше Глинськ, але як присілок Здовбиці, виринає у записі 1484 року під назвою «Глінско». Можливо, під цим іменем існувало тоді й село. У 1487 році Федька Шилович (дочка київського воєводи Станко Юрші, вдова князя Степанського, ймовірно, Михайла, луцького старости Олізара Шиловича) відписує свою маєтність польському королю та великому князю Литви Казимиру Ягелончику дарчою грамотою, де серед іншого називається і Глинськ, але, видно, у помилковому записі «Елинськ» («записал сей [її] ймення свои на имя Здолбуцу с приселком Елинском»).
У вересні 1497 року великий литовський князь Олександр дарує Глинськ гетьманові Костянтину Острозькому («даровая двор наш Здолбуцу й Глинско»). Під 1499 роком є свідчення, що «Глинск» відходить до Олександрійського ключа й числиться у маєтностях Марії Рівенської 3 1520 року власником «Глинска» стає онук Костянтина Острозького Олександр.
Акти 1651–1654 р. містять згадки про «глинских крестьян», котрі симпатизували козакам, входили до їх збройних загонів.
З 1753 р. «Глинско» у числі ще 67 поселень переходить від володінь маршалка Сангушка до князя Степана Любомирського.
За даними 1889 року, «с. Глинск волости Глинско-Чешской» нараховувало 80 дворів, 669 прихожан (18 римокатоликів), а також 1050 чехів-гуситів, що мали в народному училищі свою молільню.
Востаннє Глинськом володів Весоловський, продавший усю землю чеським колоністам, котрі, осівши тут як гусити (послідовники Яна Гуса), прийняли у 1885 р. православну віру й увійшли до корінної церковної громади.
За переписом 1911 року, Глинськ мав 1713 мешканців, двокласну школу, 7 крамниць, державний горілчаний магазин, земську шкілку фруктових дерев, водяний і паровий млин, пивзавод з емблемою «Шмолік», майстерні побутових послуг.
Назва Глинськ за кінцевим «ськ» належить до рідкісних старовинних формувань, символізуючих переважно специфіку місцевості Нерідко назви на «ськ» розвивались з уже існуючих, котрі не мали такої кінцівки. З цих міркувань допустимо, що й наш Глинськ міг розвинутись з первісного імені типу Глина, Глипне, де приховане значення «глинистий ґрунт», «місце, де брали глину», «осередок чимсь примітної глини серед іншого ґрунту». Такі назви без «ськ», що існують і зараз, спочатку належали урочищу. Потім їх собі присвоює основана тут оселя, котра, ставши згодом суспільна вагомішою, під впливом околишніх системних формувань на «ськ» приймає і собі таку ж кінцівку. Таким чином, колишнє наймення Глипне змінюється на Глинськ. Менш ймовірно трактувати назву Глинськ як безпосередній витвір, оснований на символізації специфіки ґрунту в догоду системи формувань на «ськ». І найменш імовірно вважати назву перенесеною з іншого Глинська, існуючого в Кіровоградській, Вінницькій, Сумській областях.
За народною версією, у далекому минулому Глинськ був розміщений за 2 кілометри на захід від теперішнього села й мав, як на його місці урочище, ім'я Наглинськ, бо, мовляв, став жертвою «наглого» (несподіваного) нападу ординців. Осмислюючи це, напрошується здогад, що Наглинськ, який мав би породити сучасне наймення села, становив присілок, назва котрого приховує поняття «нова оселя в напрямку на Глинськ».
Існує теж оповідь, за якою Глинськ заснував князь Глинський, з могили якого у 50-х роках XX століття була ніби знайдена, потім утрачена при дорозі на Здолбунів гранітна з розписом плита. Проте слід пам'ятати, що прізвища на «ський», як правило, похідні від назв поселень.
Дещо на захід від Глинська неподалік полустанку видніється вкрита деревами простора висота, яку в селі називають «Городище». В староруську добу тут було фортечне «городище», а в середньовіччя — замкова оборонна осілість, окутана від заходу глибоким яром та витікаючою з Чорної Криниці Рудкою, пробігала витікаюча з Чорної криниці Рудка, котра обмиваючи з півночі Городище, вливала свої води у Швидівку, що є притокою Усті.
Глинськ має іменовані квартали: Дубенщина — забудови в напрямку шосе на Дубне; Дубини — осілість на міщі дубового гаю; Завільшина — вулиця у напрямку села П'ятигори при пасмі заростів вільшини; Кропилівка — куток, де ніби першим осів Кропило; Лопачі — забудови, де живуть сім'ї Лопачів; Лісовики — вулиця за колишнім лісом; Садки — квартал по другому боці залізниці в околиці колишніх садків; Семиграни — колишній хутір, оснований ніби при семи граничних лінійних знаках, а за іншою версією, назва приховує значення «оселя Семиграна»; Три корчми — забудови неподалік Дубненського шосе, де, кажуть, при роздоріжжі стояли три корчми й забудови для відпочинку.
Глинськ має ще інші місцеві назви: Безодня — колишнє трясовинне болото; Бережки — надрічковий луг; Березина — березовий гай; Білогубкова криниця — надрічкове джерело на маєтності Білогубка; Борівки — узлісся, де ніби збирали борові ягідки; Гарастівщина — землі колишнього пана з села Гарестова, тобто Орестова; Загорівщина — ліс в околиці села Загори; Вигін -громадський випас, стійло для тварин; Зачугунка — поле за чугункою (залізницею); Кризканівщина — нива Крижанівського; Кринка -криничка з джерельною водою; Лози — глибока западина в заростях лози; Мурешин ліс — колишня діброва Мурешка; Музикова копанка — саджалка на маєтності Музики; Німеччина — ґрунти, котрі належали німецьким колоністам; Олічів ліс — бір власника Оліча; Ольшник (Вільшник) — болото в заростях вільхи; Острогірка — висота з «гострою» вершиною; Панський ліс — колишній поміщицький бір; Перекаль (Перекалля) — поле «перекалене» (розділене) межовими гранями; Помірки — невеликі наміри землі власникам; Попівщина — земля священика; Провалля — міжгорбна прірва; Хомовий берег — луг, належний Хомі; Шелеп — мішаний ліс, що ніби проявляє великий «шелеп» (шумливість у час вітровіїв); Чорний ліс — діброва з чорноліссям (густими листяними деревами); Шрамова березина — березовий гай на маєтності Шрама.
Про назву річки Швидівки, що пронизує Глинськ, приймає води струмків, відливає ставки, говориться у нарисі «Здолбунів». Назву Глинськ мають ще 4 села України. Існують теж споріднені наймення: Глинястий, Глинче, Глинець, Глинська, Глинці Глинники, Глинки, Глинче та інші.
Відповідно до Розпорядження Кабінету Міністрів України від 12 червня 2020 року № 722-р «Про визначення адміністративних центрів та затвердження територій територіальних громад Рівненської області» увійшло до складу Здолбунівської міської громади.

## Населення
Згідно з переписом УРСР 1989 року чисельність наявного населення села становила 1663 особи, з яких 745 чоловіків та 918 жінок.
За переписом населення України 2001 року в селі мешкало 1630 осіб.

### Мова
Розподіл населення за рідною мовою за даними перепису 2001 року:
| Мова       | Відсоток |
| ---------- | -------- |
| українська | 98,78 %  |
| російська  | 0,92 %   |
| білоруська | 0,18 %   |
| словацька  | 0,12 %   |

## Пивоварний завод «Шмоліка»

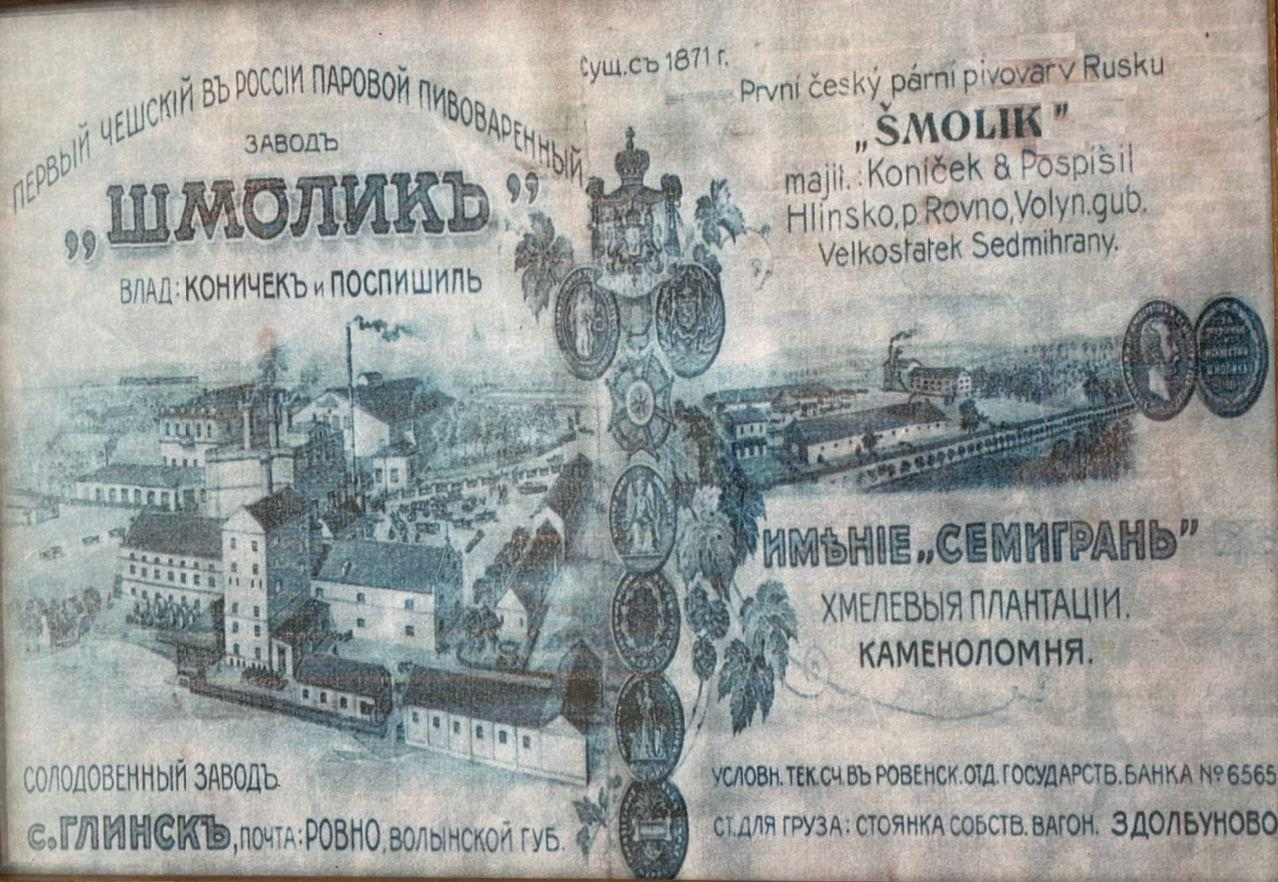
Поштівка царських часів із зображенням пивоварного заводу «Шмоліка»

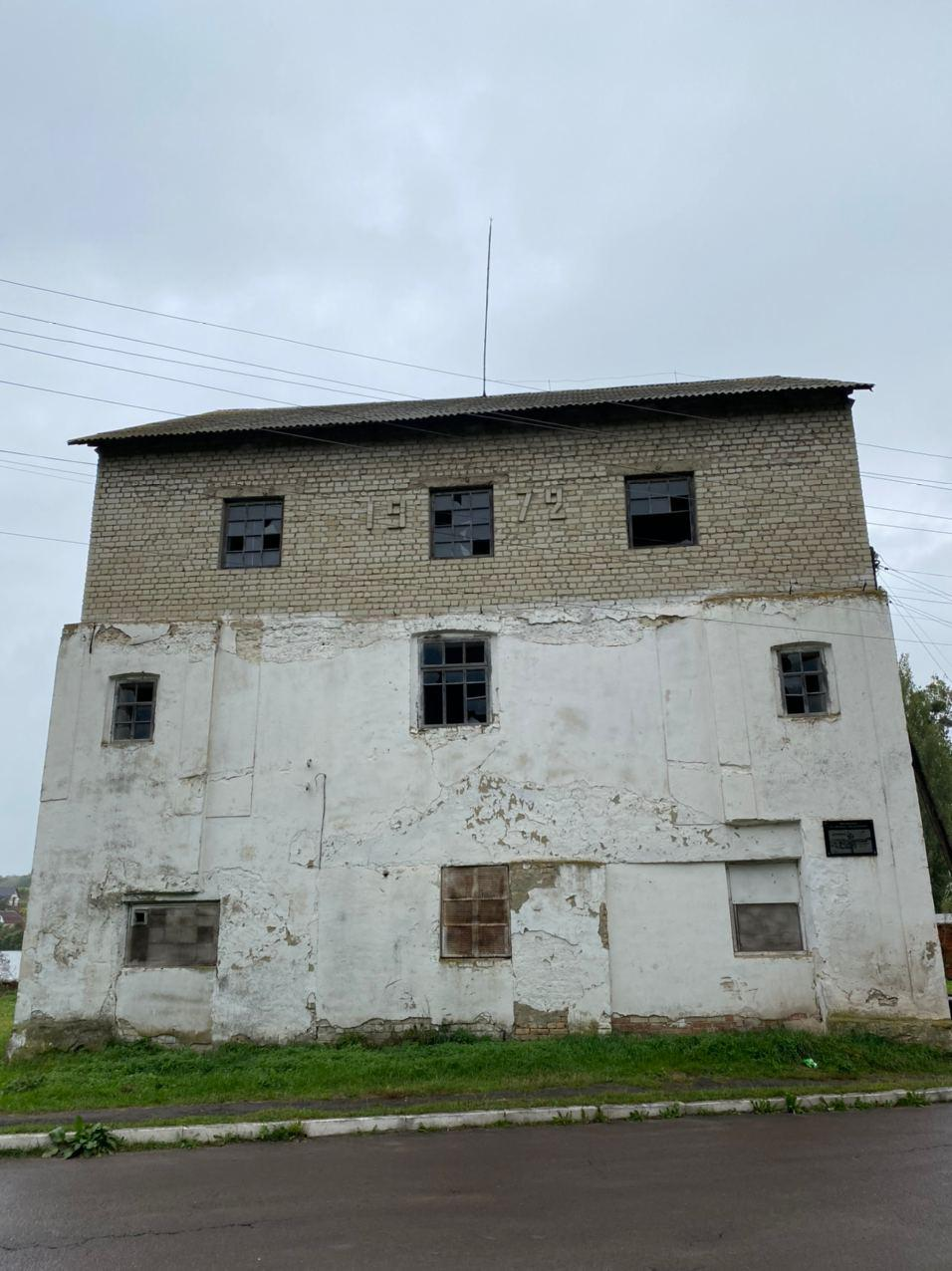
Млин у селі Глинськ, місце розташування пивоварного заводу «Шмоліка»

Пивоварний завод за спільний рахунок вирішили будувати чехи, які проживали у Глинську. Щоб мати капітал, необхідний для будівництва, вони випустили приватні акції. Цінні папери були одразу розкуплені і справа будівництва заводу просувалась швидко.
Незабаром на березі ставу був побудований великий камінний пивоварний завод. На фронтонній стіні великими об'ємними літерами було написано: «Первый чешский в России паровой пивоваренный завод».
В 1871 році завод видавав перші літри пива. Річний обсяг виробництва продукції сягав 110000 відер і приносив 200000 руб прибутку. Згодом завод мав свої товарні вагони, які стояли на станції Здолбунів. Глинське пиво вагонами доставляли в Київ, Москву, Петербург, Одесу навіть на Кавказ.

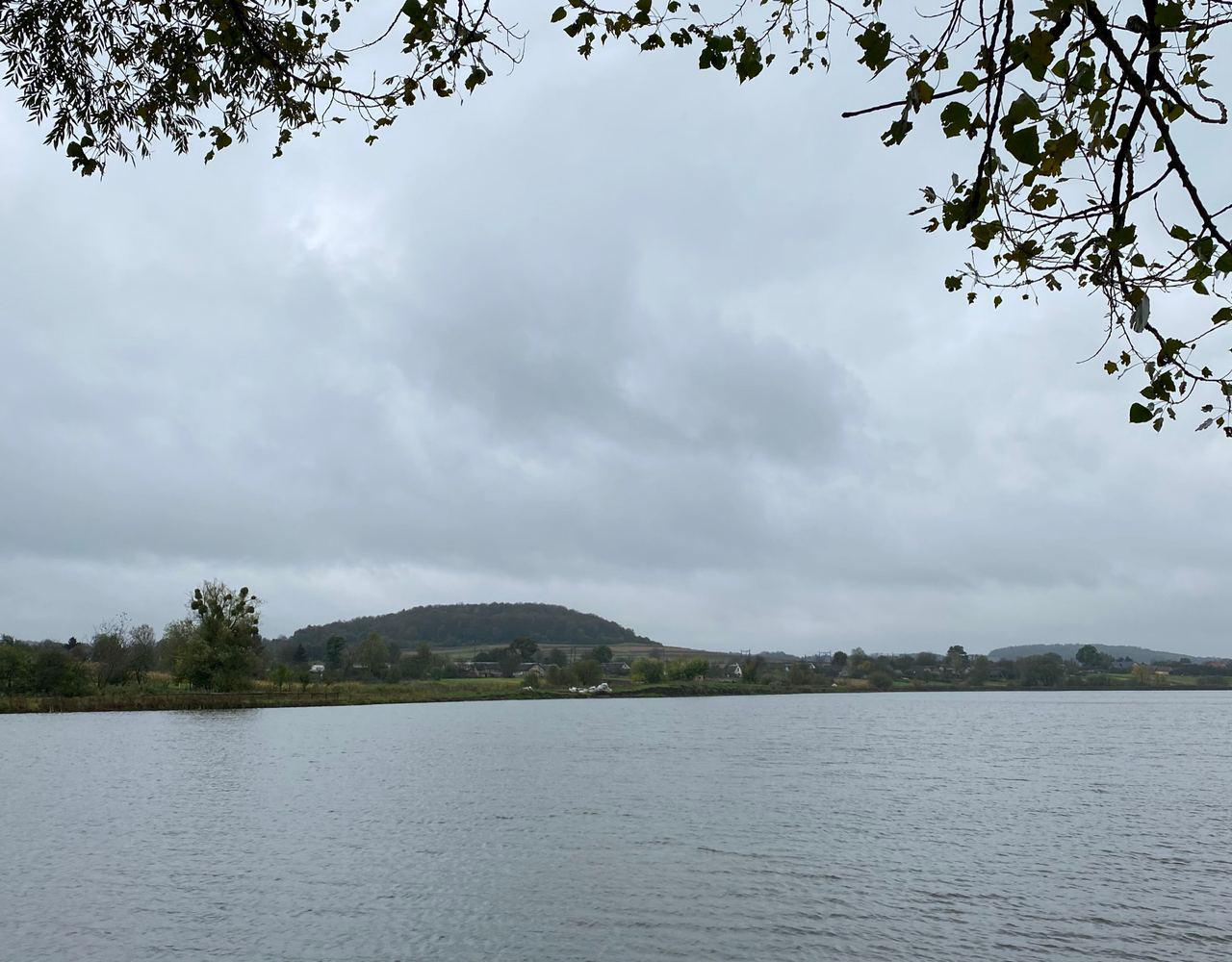
Городище с. Глинськ, 2020 рік

Серед впливових чехів був сформований гурток акціонерів на чолі якого стояли Фома Шмолік і Йосип Оліч, які скуповували акції по довільних цінах, а також за допомогою залякувань та насилля. Придбавши значну кількість акцій, Шмолік став власником заводу. У 1925 році власник пивзаводу Фома Шмолік помер. У цей час в Польщі розпочалась глибока економічна криза, різко впала ціна на хміль. Велика частина хмелеплантацій була знищена і нащадки Шмоліка не втримати завод, стали банкрутами. Завод зупинили. Він з часом занедбався, обладнання поржавіло, вийшло з ладу, і завод перестав працювати зовсім.
У 1972 році на місці заводу був побудований млин.

## «Городище»
У південній частині села розташована гора під назвою Городище. Такі городища виникали в IX ст., коли в східнослов'янських племен почався розпад патріархального ладу. Саме такі земляні сподури вказують на укріплені слов'янські поселення.
Займаючи значну площу, городище було досить добре захищене з трьох сторін природними ярами та стрімкими схилами, особливо зі заходу та півночі. Загальна висота над прилягаючою долиною в окремих місцях сягає 100 метрів. У південно-східній частині природний схид дещо пологіший. Там знаходився в'їзд, який прорізує вал і виходить у центр городища.
Коли і ким був подудований замок на Городищі, поки що не відомо. У писемних документах Глинський замок згадується у 1507 році, що його знищили татари. Невдовзі він був відновлений і додатково укріплений для оборони місцевості. На території Городища знаходилися приміщення для челяді, а також склади.
Сьогодні від замку мало, що залишилося. Видно тільки вали та глибокі рови, а також старі підвали.

## Символіка
Затверджена 19 березня 2013 р. рішенням № 261 сесії сільської ради VI скликання. Автор — Ю. П. Терлецький.

### Герб
На червоному полі золота фортеця на зеленому острові, над якою срібний розширений хрест. На синій основі три золоті шишки хмелю, дві і одна. Щит обрамований декоративним картушем i увінчаний золотою сільською короною

### Прапор
Квадратне полотнище поділено на чотири рівновеликі частини. На червоній верхній древковій білий уширений хрест. Верхня вільна і древкова нижня жовті. На синій нижній вільній жовта шишка хмелю.

## Відомі люди

### Уродженці села
- Дацюк Юрій Анатолійович — солдат ЗСУ, загинув 20.01.2015 р. в Донецькому аеропорту.
- Пилипчук Володимир Мефодійович — український політик, державний та громадський діяч, науковець.
- Хабатюк Юрій Федорович — український поет і літературознавець.
- Ян Поспішіл — чеський поет, фольклорист і музикант.